# Rojnî, Brovarî
Rojnî (în ucraineană Рожни) este o comună în raionul Brovarî, regiunea Kiev, Ucraina, formată numai din satul de reședință.

## Demografie
Componența lingvistică a comunei Rojnî
     Ucraineană (96,44%)
     Rusă (3,39%)
     Alte limbi (0,08%)
Conform recensământului din 2001, majoritatea populației comunei Rojnî era vorbitoare de ucraineană (96,44%), existând în minoritate și vorbitori de rusă (3,39%).